# Desubstantivierung
Die Desubstantivierung (auch: Denominalisierung, Nomenableitung und denominale Ableitung) ist eine Art der Derivation, bei der Substantive mittels Affigierung und/oder Konversion zu anderen Wortarten umgeformt werden, und bildet das Gegenteil der Substantivierung. Die entstehende Wortform nennt man Desubstantivum (auch: Denominativum im jüngeren engeren Sinne). Beispiele für Desubstantiva sind traum-haft, stein-ern, märchen-haft, asphalt-ieren und be-reifen.

## Desubstantivierung in der deutschen Sprache

### Verben aus Substantiven
Verben werden mittels Suffigierung oder durch Konversion desubstantiviert. Bei der Suffigierung werden die Vokale a, o und u im Substantivstamm umgelautet. Suffixe, die Substantive in Verben umwandeln, sind: -il, -ir und -ig, außerdem die Fremdsuffixe -ier, -ifizier und -isier. Außerdem gibt es die Zirkumfigierung, die das Substantiv umgibt. Dann gibt es noch eine kombinierte Präfigierung und Konversion, hier muss beachtet werden, ob das Verb trennbar ist.
Beispiele:
- kreuzigen (zum Substantiv Kreuz mit Suffix -ig)
- archivieren (zum Substantiv Archiv mit Suffix -ier)
- schauspielern (zum Substantiv Schauspieler, umgewandelt durch Konversion)
- bevölkern (zum Substantiv Volk, umgeben von Präfix be- und Suffix -er und -n, außerdem mit Umlautung)
- überbrücken (zum Substantiv Brücke mit Präfix über- und Konversion)

### Adjektive aus Substantiven
Adjektive können mit Suffigierung und Konversion desubstantiviert werden (Adjektivierung). Die Suffixe -en, -erig, -ern, -haft, -ig, -isch, -lich, -los, -mäßig, -sam und -sch sind die am häufigsten vorkommenden Suffixe, sie erfordern keine Umlautung, im Gegensatz dazu können die Suffixe -erig, -ern, -ig, -isch und -lich eine Umlautung erfordern. Außerdem gibt es noch Fremdsuffixe, wie z. B. -al. Sie verbinden sich in der Regel nur mit Fremdwörtern. Die Suffixe -haft, -los und -mäßig erfordern ein Fugenelement, wie -s- oder -en-. Oft sind die Ableitungen mehrteilig und bestehen aus einem Adjektiv und einem Substantiv oder zwei Substantiven.
Beispiele:
- glücklich (zum Substantiv Glück mit Suffix -lich)
- zufällig (zum Substantiv Zufall mit Suffix -ig, außerdem mit Umlautung)
- atomar (zum Substantiv Atom mit Fremdsuffix -ar)
- kinderlos (zum Substantiv Kind mit Suffix -los und Fugenelement -er-)
- zartgliedrig (zum Substantiv Glied mit Suffix -ig, eine mehrteilige Ableitung mit Adjektiv)

### Adverbien aus Substantiven
Adverbien können durch ein Suffix (z. B. -s oder -mal) oder durch eine Konversion aus Substantiven gebildet werden. Suffixe bei einer direkten Suffigierung, bei der also das Suffix direkt mit dem Substantivstamm verbunden wird, sind: -halber, -lings, -mal, -s, -seits, -wärts und -weise. Bei den Suffixen -halber und -weise wird dabei noch das Fugenelement -s- eingefügt. Es gibt außerdem Suffixe, die sich mit den Pluralformen der Substantive verbinden, wie -halber, -mal und -weise. Bei der Konversion ändert sich nichts am Wort außer der Kleinschreibung am Anfang.
Beispiele:
- rechtens (zum Substantiv Recht mit Suffix -ens)
- beispielsweise (zum Substantiv Beispiel mit Suffix -weise und dem Fugenelement -s-)